# Бокс-Елдер (Південна Дакота)
Бокс-Елдер (англ. Box Elder) також Чаншушка (лак. čhaŋšúška)— місто (англ. city) в США, в окрузі Пеннінґтон штату Південна Дакота. Населення — 11 746 осіб (2020).

## Географія
Бокс-Елдер розташований за координатами 44°6′44″ пн. ш. 103°4′33″ зх. д. / 44.11222° пн. ш. 103.07583° зх. д. (44.112132, -103.075920).  За даними Бюро перепису населення США в 2010 році місто мало площу 36,04 км², з яких 36,01 км² — суходіл та 0,03 км² — водойми.

### Клімат
| Клімат : Бокс-Елдер                                        | Клімат : Бокс-Елдер | Клімат : Бокс-Елдер | Клімат : Бокс-Елдер | Клімат : Бокс-Елдер | Клімат : Бокс-Елдер | Клімат : Бокс-Елдер | Клімат : Бокс-Елдер | Клімат : Бокс-Елдер | Клімат : Бокс-Елдер | Клімат : Бокс-Елдер | Клімат : Бокс-Елдер | Клімат : Бокс-Елдер | Клімат : Бокс-Елдер |
| Показник                                                   | Січ.                | Лют.                | Бер.                | Квіт.               | Трав.               | Черв.               | Лип.                | Серп.               | Вер.                | Жовт.               | Лист.               | Груд.               | Рік                 |
| Абсолютний максимум, °C                                    | 24,4                | 23,9                | 28,3                | 33,9                | 36,7                | 42,8                | 43,9                | 41,7                | 40,0                | 34,4                | 28,3                | 23,9                | 43,9                |
| Середній максимум, °C                                      | 2,8                 | 4,4                 | 8,9                 | 14,4                | 20,0                | 25,6                | 30,6                | 30,0                | 24,4                | 16,1                | 8,3                 | 2,8                 | 15,8                |
| Середній мінімум, °C                                       | −10,6               | −9,4                | −5                  | 0,0                 | 5,6                 | 10,6                | 14,4                | 13,9                | 7,8                 | 1,1                 | −5,6                | −10,6               | 1,1                 |
| Абсолютний мінімум, °C                                     | −32,8               | −35                 | −29,4               | −17,2               | −7,8                | −0,6                | 3,9                 | 3,3                 | −7,8                | −18,9               | −28,3               | −34,4               | −35                 |
| Норма опадів, мм                                           | 8                   | 12                  | 24                  | 46                  | 82                  | 64                  | 47                  | 40                  | 33                  | 36                  | 13                  | 11                  | 416                 |
| ---------------------------------------------------------- | ------------------- | ------------------- | ------------------- | ------------------- | ------------------- | ------------------- | ------------------- | ------------------- | ------------------- | ------------------- | ------------------- | ------------------- | ------------------- |
| Джерело: The Weather Channel (Historical Monthly Averages) |                     |                     |                     |                     |                     |                     |                     |                     |                     |                     |                     |                     |                     |

## Демографія
Згідно з переписом 2010 року, у місті мешкало 7800 осіб у 2443 домогосподарствах у складі 1968 родин. Густота населення становила 216 осіб/км².  Було 2828 помешкань (78/км²).
Расовий склад населення:
| - 79,5 % — білих - 5,1 % — чорних або афроамериканців - 4,4 % — корінних американців - 2,2 % — азіатів - 0,4 % — вихідців з тихоокеанських островів - 2,4 % — осіб інших рас |

До двох чи більше рас належало 6,0 %. Частка іспаномовних становила 7,9 % від усіх жителів.
За віковим діапазоном населення розподілялося таким чином: 33,6 % — особи молодші 18 років, 63,5 % — особи у віці 18—64 років, 2,9 % — особи у віці 65 років та старші. Медіана віку мешканця становила 23,5 року. На 100 осіб жіночої статі у місті припадало 108,1 чоловіків;  на 100 жінок у віці від 18 років та старших — 109,2 чоловіків також старших 18 років.
Середній дохід на одне домашнє господарство  становив 56 804 долари США (медіана — 48 652), а середній дохід на одну сім'ю — 61 607 доларів (медіана — 52 267). Медіана доходів становила 34 887 доларів для чоловіків та 30 326 доларів для жінок. За межею бідності перебувало 11,5 % осіб, у тому числі 20,5 % дітей у віці до 18 років та 1,4 % осіб у віці 65 років та старших.
Цивільне працевлаштоване населення становило 3919 осіб. Основні галузі зайнятості: публічна адміністрація — 18,6 %, роздрібна торгівля — 17,8 %, освіта, охорона здоров'я та соціальна допомога — 17,2 %.